# أونتشتونفوهرر

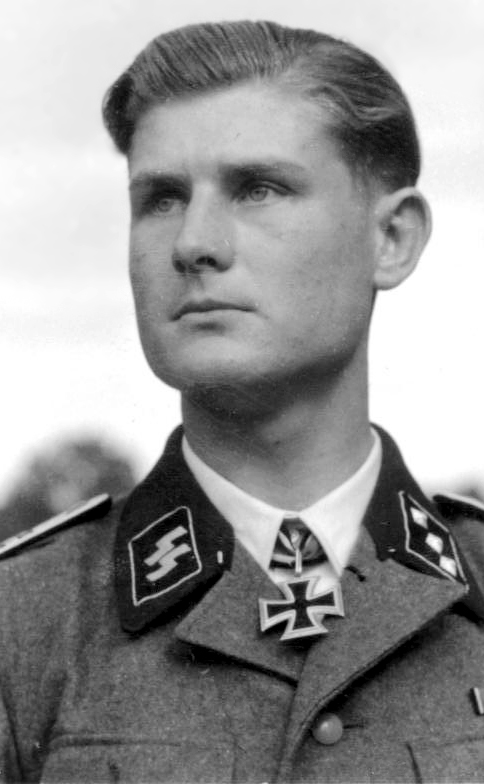
Werner Wolff (SS officer) ، SS-أونتشتونفوهرر من فافن إس إس.

Untersturmführer ( [ˈʊntɐ.ʃtʊʁm.fyːʀɐ]، "زعيم العاصفة الصغير") كان رتبة شبه عسكرية لشوتزشتافلالألمانية تم إنشاؤها لأول مرة في يوليو 1934.  يمكن أن ترجع أصولها إلى رتبة كتيبة العاصفة القديمة لشتورمفوهرر التي كانت موجودة منذ تأسيس كتيبة العاصفة في عام 1921. كان ترتيب Untersturmführer أعلى من هاوبتشافوهرر (أو شتورمشارفورر في فافن إس إس ) وأصغر من رتبة اوبرستورموهر.  

## نظرة عامة
كان Untersturmführer أول رتبة ضابط إس إس مكلف، وهو ما يعادل ملازم ثان في المنظمات العسكرية الأخرى.  تتألف الشارة من رقعة من ثلاث قطع فضية مزينة بألواح الكتف لملازم في الجيش.  بسبب التركيز الذي وضعته الإس إس على قيادة منظمتهم، فإن الحصول على رتبة Untersturmführer يتطلب عملية فحص وتدريب مختلفة عن نظام الترقية القياسي في رتب المجندين.

## شارة
- علامة الكتف  [لغات أخرى]‏
- بقع Gorget  [لغات أخرى]‏
- التمويه العسكري

## لجان SS العامة
تتطلب الترقية إلى رتبة أونتشتونفوهرر خدمة مرضية في صفوف إس إس الموكلة لكل عضو يحمل رتبة هاوبتشافوهرر قبل أن يتم النظر في احقيته بالحصول على ترقية. كان مطلوبًا من أولئك المؤهلين للحصول على توصية من سلسلة القيادة SS الخاصة بهم تليها تقديم وثيقة تعرف باسم Lebenslauf. سيرة ذاتية لعضو الإس س.

## عمولات فافن-إس إس
| رتبة ضابط SS SS      | المجندين SS  |
| رتبة ضابط SS SS      |              |
| Standartenoberjunker | هاوبتشافوهرر |
|                      |              |
| Standartenjunker     | اوباشافوهرر  |
|                      |              |
| Oberjunker           | شارفورر      |
|                      |              |
| جنكر                 | أونترشارفورر |